# Guglielmo Nucci
Guglielmo Nucci (Cosenza, 1º settembre 1918 – Cosenza, 7 ottobre 1994) è stato un politico italiano, deputato al Parlamento per cinque legislature.

## Biografia
Figlio di Saverio e Maria Adamo, dopo essersi laureato a 22 anni in giurisprudenza fu arruolato come ufficiale di complemento allo scoppio della seconda guerra mondiale. Ferito al fronte, fu congedato. Alla fine del conflitto, entrò nella pubblica amministrazione diventando Direttore generale dell'Ufficio del Lavoro della Calabria e, successivamente, fu eletto ininterrottamente deputato nel 1958, nel 1963, nel 1968, nel 1972 e nel 1976, per la Democrazia Cristiana.
Durante il mandato elettorale ha ricoperto la carica di Sottosegretario di stato nei seguenti governi:
- Governo Rumor IV, dal 7 luglio 1973 al 2 marzo 1974: Riforma Burocratica
- Governo Rumor V, dal 14 marzo al 3 ottobre 1974: Organizzazione della Pubblica Amministrazione;
- Governo Moro IV, dal 23 novembre 1974 al 7 gennaio 1976: Organizzazione della Pubblica Amministrazione;
- Governo Moro V, dal 13 febbraio al 29 luglio 1976: Lavori Pubblici.

Sposato con Maria Bianco ha avuto tre figli, la prima dei quali, Anna Maria, è stata a sua volta deputata per tre legislature.